# David Choinière
David Choinière (Saint-Jean-sur-Richelieu, 7 febbraio 1997) è un calciatore canadese, centrocampista del Forge.

## Biografia
Ha un fratello più giovane, Mathieu, anch'egli calciatore.

## Carriera
Choinière comincia a giocare a pallone fin dalla tenera età in una scuola calcio della propria città natale. All'età di 14 anni entra nell'accademia del Montréal Impact.
Il 10 aprile 2016 debutta nel calcio professionistico giocando la prima partita in USL contro il Toronto FC II, mentre un mese più tardi realizza la prima rete, contro il Bethlehem Steel.
Nello stesso debutta con la prima squadra, giocando gli ultimi minuti della semifinale di andata di coppa contro il Toronto FC. Successivamente firma il primo contratto con gli Impact, entrando a far parte della rosa della prima squadra. Ad ottobre dello stesso anno debutta in MLS contro il N.E. Revolution, tuttavia nell'arco della stagione colleziona solo 2 presenze. Nelle due stagioni successive il calciatore è in pianta stabile all'interno della prima squadra, venendo però impiegato poco e racimolando solo altre cinque presenze condite da una rete in coppa. Alla fine della stagione 2018, il calciatore viene svincolato.
Il 7 marzo 2019 viene ingaggiato dal Forge, club militante della massima serie canadese. Il 1º agosto segna la prima rete in una competizione continentale, regalando la vittoria alla propria squadra nel turno preliminare di CONCACAF League giocato contro l'Antigua GFC. Durante la prima stagione viene impiegato in 18 occasioni in cui realizza due reti, l'ultima realizzata nella finale playoff del campionato che sancì il titolo di campioni canadesi per il Forge.

## Statistiche

### Presenze e reti nei club
Statistiche aggiornate al 16 settembre 2021.
| Stagione               | Club                   | Campionato             | Campionato | Campionato | Coppe nazionali | Coppe nazionali | Coppe nazionali | Coppe continentali | Coppe continentali | Coppe continentali | Supercoppe | Supercoppe | Supercoppe | Totale | Totale |
| Stagione               | Club                   | Comp                   | Pres       | Reti       | Comp            | Pres            | Reti            | Comp               | Pres               | Reti               | Comp       | Pres       | Reti       | Pres   | Reti   |
| ---------------------- | ---------------------- | ---------------------- | ---------- | ---------- | --------------- | --------------- | --------------- | ------------------ | ------------------ | ------------------ | ---------- | ---------- | ---------- | ------ | ------ |
| apr.-sett. 2016        | FC Montréal            | USL                    | 15         | 1          |                 | -               | -               |                    | -                  | -                  |            | -          | -          | 15     | 1      |
| sett.-dic. 2016        | Montréal Impact        | MLS                    | 1          | 0          | CC              | 1               | 0               |                    | -                  | -                  |            | -          | -          | 2      | 0      |
| 2017                   | Montréal Impact        | MLS                    | 3          | 0          | CC              | 1               | 1               |                    | -                  | -                  |            | -          | -          | 4      | 1      |
| 2018                   | Montréal Impact        | MLS                    | 1          | 0          |                 | -               | -               |                    | -                  | -                  |            | -          | -          | 1      | 0      |
| Totale Montreal Impact | Totale Montreal Impact | Totale Montreal Impact | 5          | 0          |                 | 2               | 1               |                    | -                  | -                  |            | -          | -          | 7      | 1      |
| 2019                   | Forge                  | CPL                    | 18         | 2          | CC              | 2               | 0               | CL                 | 3                  | 2                  | -          | -          | -          | 23     | 4      |
| 2020                   | Forge                  | CPL                    | 11         | 1          | CC              | -               | -               | CL                 | 4                  | 1                  | -          | -          | -          | 15     | 2      |
| 2021                   | Forge                  | CPL                    | 14         | 1          | CC              | 1               | 1               | CL                 | 1                  | 1                  | -          | -          | -          | 16     | 3      |
| Totale Forge FC        | Totale Forge FC        | Totale Forge FC        | 43         | 4          |                 | 3               | 1               |                    | 9                  | 4                  |            | -          | -          | 55     | 9      |
| Totale carriera        | Totale carriera        | Totale carriera        | 63         | 5          |                 | 5               | 2               |                    | 9                  | 4                  |            | -          | -          | 76     | 11     |

## Palmarès
- Canadian Premier League: 4

Forge: 2019, 2020, 2022, 2023